# Okrug Rio Arriba, Novi Meksiko
| Rio Arriba                                                 |                              |
| Zemljovid Novog Meksika s označenim okrugom Rio Arribom.   |                              |
| Zemljovid SAD s označenom saveznom državom Novim Meksikom. |                              |
| Osnovan:                                                   | 1852.                        |
| Sjedište:                                                  | Tierra Amarilla              |
| Najveće naselje:                                           | Española                     |
| Površina:                                                  | 15.271 km2                   |
| Br. stanovnika (2010.):                                    | 40.246                       |
| Kongresni okrug:                                           | 3.                           |
| Vremenska zona:                                            | Stjenjačko vrijeme: UTC-7/-6 |
| Službene stranice:                                         | http://www.rio-arriba.org/   |

Rio Arriba je okrug u američkoj saveznoj državi Novom Meksiku.

## Stanovništvo
Prema popisu stanovništva 2010., stanovnici su 51,6% bijelci, 0,5% "crnci ili afroamerikanci", 16,0% "američki Indijanci i aljaskanski domorodci", 0,4% Azijci, 0,0% Havajci ili tihooceanski otočani, 3,3% dviju ili više rasa, 28,2% ostalih rasa. Hispanoamerikanaca i Latinoamerikanaca svih rasa bilo je 71,3%.

## Vanjske poveznice
- Postal History Poštanski uredi u okrugu Riju Arribi, Novi Meksiko